# Mahamat Déby
Mahamat ibn Idriss Déby Itno (n. 4 aprilie 1984, Massakory, Regiunea Hadjer-Lamis, Ciad), cunoscut și sub numele de Mahamat Kaka, este un general de armată din Ciad. El este președintele Consiliului Militar de Tranziție al Ciadului în calitate de președinte de facto al acestei țări. Este fiul regretatului președinte ciadian Idriss Déby. A câștigat puterea ca președinte interimar al Ciadului la 20 aprilie 2021, după ce tatăl său, Idriss Déby, a murit în acțiune în timp ce comanda trupe în ofensiva asupra Ciadului de Nord. Anterior a fost al doilea comandant al armatei pentru Intervenția Ciadiana în nordul Mali (FATIM).